# Universidade Estadual do Turcomenistão
A Universidade Estadual do Turquemenistão, anteriormente Universidade Magtymguly (UETK ou TSU; turcomeno: Türkmen döwlet uniwersiteti), é uma instituição de ensino superior pública inaugurada em 14 de julho de 1950, com campus principal em Asgabade. É considerada a primeira universidade do país asiático, fundada pelo escritor russo Máximo Gorki, o qual havia construído anteriormente o Instituto Pedagógico de Asgabade, em 1931, primeiro centro educacional turquemeno.
O primeiro nome dado à faculdade foi Universidade Magtymguly, em homenagem ao filósofo e poeta turquemeno Magtymguly Pyragy, uma das figuras mais conhecidas do Turquemenistão. O campus principal se situa na Avenida Saparmyrat Nyýazow, na capital do país, em área urbana.
Há seis faculdades que compõem a Universidade Estadual do Turquemenistão: 
- Faculdade de Letras - Turquemeno
- Faculdade de Letras - Estrangeiras
- Faculdade de História
- Faculdade de Direito
- Faculdade de Física e Matemática
- Faculdade de Geografia Natural

Em 2007, a companhia francesa Bouygues comprou um dos prédios da TSU, com a biblioteca, uma sala de leitura e uma sala de reunião, equivalentes a uma área de 13.500 metros quadrados por 40 milhões de dólares. Conforme o contrato estabelecido entre as empresas, a Bouygues executou a reconstrução dos edifícios com orçamento de 45 milhões de dólares, restaurando a fachada principal e um dos centros de Pedagogia. Em 1 de setembro de 2008, foi fundada a Faculdade de Física e Matemática com a presença do então presidente Gurbanguly Berdimuhammedow e, em 1 de setembro de 2011, a Faculdade de Geografia foi reformulada, novamente pela Bouygues, ampliando sua área para concentrar cerca de 800 alunos.